# Граждане
 Тази статия е за селото в Дебърско, Албания.  За селото в Преспанско, Гърция вижте Граждено.  
Граждане или Граждани (на албански: Grezhdan или Grezhdani, Греждан/Греждани) е село в Република Албания, община Дебър (Дибър), административна област Дебър.

## География
Селото е разположено в историкогеографската област Поле в западното подножие на планината Дешат.

## История

### Етимология
Според академик Иван Дуриданов името на селото е жителско име от град, „крепост“, „градище“ от * Gardjane и съответства на сръбското селищно име Грађани в Черна гора.
Според Йордан Заимов името е от местното име *Град, *Нови, *Стари град. Според Дуриданов обаче жителското име може да бъде произведено направо от нарицателното град.

### В Османската империя
Гражданската крепост е обявена на 15 януари 1963 година за паметник на културата.
Селото е споменато в османско преброяване от 1467 година като Гратулани.
В „Етнография на вилаетите Адрианопол, Монастир и Салоника“, издадена в Константинопол в 1878 година и отразяваща статистиката на населението от 1873 година Граждани (Grajdani) е посочено като село с 26 домакинства с 34 жители българи и 38 жители помаци. Според Васил Кънчов към началото на XX век Граждане, подобно на останалите села в Поле като Макелари, Обоки, Ърбеле, и прочее, е българско село в процес на поалбанчване. Според статистиката му („Македония. Етнография и статистика“) в Граждане живеят 85 души българи християни и 100 души албанци мохамедани.
| „ | Село Граждани е било до скоро българско. Арнаути дошли малко преди 50 г. и сега те са болшинство. Има още 8 български къщи, които скоро ще бягат. | “ |

На Етнографската карта на Битолския вилает на Картографския институт в София от 1901 година Граждане е смесено село българи, помаци, албанци и турци в Дебърската каза на Дебърския санджак с 50 къщи.
По данни на секретаря на екзархията Димитър Мишев („La Macédoine et sa Population Chrétienne“) в 1905 година в Граждани (Grajdani) има 40 българи екзархисти.
При избухването на Балканската война в 1912 година шестима души от Граждане са доброволци в Македоно-одринското опълчение.

### В Албания
След войната в 1913 година селото попада в новосъздадена Албания.
В 1915 година, по време на Първата световна война, селото е анексирано от Царство България. Към 1 март 1916 година Граждане е център на Ърбелската община на българската Дебърска околия.
През Първата световна война австро-унгарските военни власти провеждат преброяване в 1916-1918 година в окупираните от тях части на Албания и Граждане е регистрирано като село с 234 албанци и 19 цигани, всичко 253 мюсюлмани. Езиковедите Клаус Щайнке и Джелал Юли смятат резултатите от преброяването за точни.
В рапорт на Сребрен Поппетров, главен инспектор-организатор на църковно-училищното дело на българите в Албания, от 1930 година Граждане е отбелязано като село с 40 къщи.
До 2015 година селото е част от община Макелари.

## Личности
Родени в Граждане
- Даме Христов, македоно-одрински опълченец[13]
- Кръсто Василев (1894 – ?), македоно-одрински опълченец, зидар, 3 рота на 1 дебърска дружина[14]
- Кузман Силков (1880 – ?), български революционер, македоно-одрински опълченец, дюлгер, предприемач, Нестроева рота на 1 дебърска дружина[15]
- Назиф Граждани (1872/1873 - 1937), албански революционер
- Петър Йосифов (Петре, Петро, 1872 – ?), жител на Дебър, майстор, 2 рота на 1 дебърска дружина[16]
- Петър Йосифов, 3 рота на 2 солунска дружина[16]
- Стоян Радев Стоянов (1894 – ?), македоно-одрински опълченец, зидар, 3 рота на 1 дебърска дружина,[17] през Първата световна война носител на военен орден „За храброст“ III[18]